# 么兴远
么兴远（1941年—），辽宁沈阳人，中国人民解放军将领、中国人民解放军海军中将。 
1998年，授予中国人民解放军海军中将，曾任海军副司令员。 